# Katrin Leschke
Katrin Leschke (1968) é uma matemática alemã, especialista em geometria diferencial e conhecida por seu trabalho sobre análise quaterniônica e superfícies de Willmore. Trabalha na Inglaterra como reader de matemática na Universidade de Leicester, onde também coordena o "Maths Meets Arts Tiger Team", um grupo interdisciplinar para a popularização da matemática, e liderou o projeto "m:iv" de colaboração internacional sobre superfícies mínimas.

## Formação e carreira
Leschke gradou-se na Universidade Técnica de Berlim, onde obteve em 1997 um doutorado, com a tese Homogeneity and Canonical Connections of Isoparametric Manifolds, orientada por Dirk Ferus e Ulrich Pinkall.
De 1997 a 2002 esteve no pós-doutorado na Universidade Técnica de Berlim, foi professora visitante assistente na Universidade de Massachusetts Amherst de 2002 a 2005, e pesquisadora e professora associada temporária na Universidade de Augsburgo de 2005 a 2007. Completou a habilitação em Augsburgo, trabalhando no grupo de Katrin Wendland. Em 2007 foi na Universidade de Leicester New Blood Lecturer, tornando-se reader em 2016.

## Livros
Leschke é coautora do livro Conformal Geometry of Surfaces in {\displaystyle S^{4}} and Quaternions (Springer, 2002).